# Стройненська сільська рада
| Стройненська сільська рада — орган місцевого самоврядування у Свалявському районі Закарпатської області з адміністративним центром у с. Стройне. Сільській раді підпорядковані населені пункти: - с. Стройне - с. Черник |

## Склад ради
Рада складається з 20 депутатів та голови.

## Керівний склад сільської ради
| ПІБ                      | Основні відомості                                                                           | Дата обрання | Дата звільнення |
| ------------------------ | ------------------------------------------------------------------------------------------- | ------------ | --------------- |
| Зубрович Юрій Васильович | Сільський голова, 1961 року народження, освіта, безпартійний                                | 26.03.2006   | 31.10.2010      |
| Станкович Іван Іванович  | Сільський голова, 1977 року народження, освіта середня спеціальна, член партії Єдиний Центр | 31.10.2010   |                 |

Примітка: таблиця складена за даними джерела

## Населення
Згідно з переписом УРСР 1989 року чисельність наявного населення сільської ради становила 3222 особи, з яких 1608 чоловіків та 1614 жінок.
За переписом населення України 2001 року в сільській раді мешкало 3288 осіб.

### Мова
Розподіл населення за рідною мовою за даними перепису 2001 року:
| Мова       | Відсоток |
| ---------- | -------- |
| українська | 99,15 %  |
| російська  | 0,73 %   |
| угорська   | 0,06 %   |
| білоруська | 0,03 %   |